# Гленмор (Вісконсин)
Гленмор (англ. Glenmore) — місто (англ. town) в США, в окрузі Браун штату Вісконсин. Населення — 1045 осіб (2020).

## Демографія
Згідно з переписом 2010 року, у місті мешкало 1135 осіб у 405 домогосподарствах у складі 325 родин. Було 418 помешкань
Расовий склад населення:
| - 98,6 % — білих - 0,4 % — азіатів - 0,3 % — корінних американців |

До двох чи більше рас належало 0,4 %. Частка іспаномовних становила 1,4 % від усіх жителів.
За віковим діапазоном населення розподілялося таким чином: 26,0 % — особи молодші 18 років, 62,6 % — особи у віці 18—64 років, 11,4 % — особи у віці 65 років та старші. Медіана віку мешканця становила 41,0 року. На 100 осіб жіночої статі у місті припадало 104,1 чоловіків;  на 100 жінок у віці від 18 років та старших — 103,4 чоловіків також старших 18 років.
Середній дохід на одне домашнє господарство  становив 94 421 долар США (медіана — 82 857), а середній дохід на одну сім'ю — 99 633 долари (медіана — 90 833). Медіана доходів становила 51 591 долар для чоловіків та 44 861 долар для жінок. За межею бідності перебувало 8,9 % осіб, у тому числі 14,8 % дітей у віці до 18 років та 14,1 % осіб у віці 65 років та старших.
Цивільне працевлаштоване населення становило 634 особи. Основні галузі зайнятості: виробництво — 16,4 %, освіта, охорона здоров'я та соціальна допомога — 12,9 %, будівництво — 12,5 %, сільське господарство, лісництво, риболовля — 12,3 %.